# Tymoteusz ze swoją babcią Lois
Tymoteusz ze swoją babcią Lois lub Prorokini Anna ucząca dziecko (niderl. De profetes Hanna onderwijst een kind (Samuel?)) – obraz holenderskiego malarza Willema Drosta, namalowany w 1650 lub ok. 1654.

## Opis obrazu
Obraz przedstawia starą kobietę siedzącą na fotelu i obejmującą prawą ręką stojącego u jej kolan chłopca, czytającego książkę. W lewej dłoni kobieta trzyma binokle. Kobieta ma na sobie biały kwef lub wdowie nakrycie głowy.

## Interpretacja i atrybucja

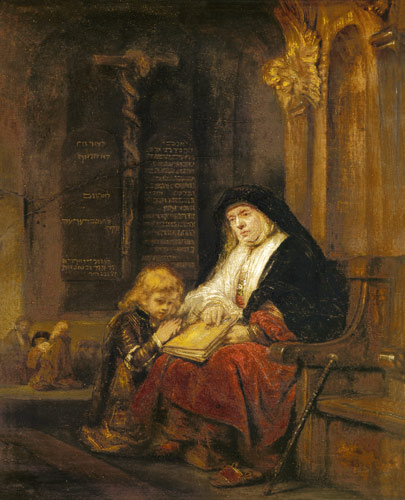
„Hanna i Samuel” z ok. 1648–1650, National Gallery of Scotland – obraz Rembrandta, na którym prawdopodobnie wzorował się Willem Drost

Obraz znajduje się w petersburskim Ermitażu (nr inw. GE 740). Do 1910 roku jego autorstwo przypisywano Rembrandtowi; dzieło ma nawet sygnaturę mistrza. W 1910 roku Abraham Bredius zakwestionował sygnaturę i przypisał obraz Lambertowi Doomerowi. W 1924 roku G. Falck autorstwo obrazu przypisał Willemowi Drostowi, podobnie uczynił w 1939 Wilhelm Reinhold Valentiner ; jego atrybucja została potwierdzona przez Jonathana Bikkera w 2001 roku.

## Kopia wrocławska
We wrocławskim Muzeum Narodowym znajduje się kopia dzieła Willema Drosta nieznanego artysty (nr inw. VIII-515). Obraz nieznacznie różni się od oryginału: kobieta ma inny wyraz twarzy. Do namalowania obrazu użyto m.in. pigmentów błękitu pruskiego, co wskazuje na jego powstanie w I połowie XVIII wieku. Pierwotnie temat dzieła określany był jako przedstawienie „Świętej Anny uczącej Marię czytać”, a następnie jako „Hanna z synem Samuelem” na wzór prac Rembrandta; pod takimi tytułami, w latach 1884–1915, występował kolejno w katalogach Schlesisches Museum der bildenden Künste (Śląskie Muzeum Sztuk Pięknych we Wrocławiu). W 1915 Cornelis Hofstede de Groot, a następnie w 1983 Werner Sumowski, zidentyfikowali postacie na obrazie jako „Tymoteusza z Listry z babcią Lois”.

## Proweniencja
Obraz z wrocławskiego Muzeum Narodowego w 1837 roku nabyło muzeum berlińskie, by w 1884 przekazać je do zbiorów Śląskiego Muzeum Sztuk Pięknych (Schlesisches Museum der bildenden Künste) (nr inw. 126). W latach 1945–1946 dzieło znalazło się w magazynach Referatu Muzeów i Ochrony Zabytków we Wrocławiu, a od 1947 jest w Muzeum Narodowym we Wrocławiu.